# Большая Будница
Большая Будница — деревня в Невельском районе Псковской области России. Входит в состав Артёмовской волости. 

## География
Расположена в 36 км к юго-востоку от райцентра, города Невель, и в 3 км к северо-западу от волостного центра, деревни Лёхово, на автодороге Р133 (Невель — Усвяты — Велиж).

## Население
| 2001 | 2002 | 2010 |
| ---- | ---- | ---- |
| 81   | ↘54  | ↘52  |

Численность населения деревни по оценке на начало 2001 года составляла 81 житель.

## История
С января 1995 до апреля 2015 года деревня входила в состав ныне упразднённой Лёховской волости.
Здесь родился Герой Советского Союза Аказенок Борис Иванович (1913-1996).